# Kelly Stafford
Kelly Stafford (Stevenage, 10 d'abril de 1978) és una exactriu de cinema pornogràfic anglesa.
Va debutar l'any 1997 en la pel·lícula Rocco's Private Fantasies 2. De fet, va treballar habitualment amb l'actor i director Rocco Siffredi i posteriorment va participar al documental Rocco (2020) produït per Netflix.
Al llarg de la seva carrera, en la qual va destacar per les seves escenes de sexe anal i de submissió, va aconseguir fins a tres Premis AVN. Es va retirar el 2007 després de rodar una vintena de pel·lícules, després de les quals ha reconegut la seva estima pel món pornogràfic i que «protagonitzar pel·lícules per a adults no només va ser apoderador, sinó que també va ser un exemple de com altres dones també es poden emancipar rebutjant els tabús i abraçant la seva sexualitat». Nogensmenys, també va criticar el masclisme d'aquest sector i de diversos homes que s'havien jactat del mal que li farien durant les escenes de sexe en grup. Després de deixar de rodar escenes, va fundar una agència d'actrius pornogràfiques per a les productores cinematogràfiques.

## Premis
- 2000 Premis AVN – Millor escena de sexe en una producció estrangera per When Rocco Meats Kelly 2[8]
- 2002 Premis AVN– Millor escena de sexe en parella per Rocco's Way To Love
- 2008 Premis AVN– Millor escena de sexe en una producció estrangera pe l'escena grupal de 10 persones a Furious Fuckers Final Race[9]